# Gliese 581 c
Gliese 581 c eller Gl 581 c er en exoplanet, der er i kredsløb om den røde dværgstjerne Gliese 581. Planeten blev opdaget den 4. april 2007 og fundet efterfølgende offentliggjort den 27. april 2007. Det er den tredje planet, der blev opdaget i systemet, og den tredje planet regnet fra stjernen. Med en masse på mindst 5,6 gange Jordens masse, er den klassificeret som en "super-Jord" ("super-Earth"), en kategori, der indeholder planeter med en masse større end Jordens, men mindre end 10 gange Jordens masse. Såfremt det lægges til grund, at planetens masse var tæt på minimummassen som beregnet på grundlag af målinger af radialhastigheden (det præcise masse er ukendt), var Gliese 581 c ved opdagelsen den hidtil letteste exoplanet i kredsløb om en stjerne i hovedserien. Den 21. april 2009 blev det imidleetid offentliggjort, at der var fundet yderligere en exoplanet i systemet, Gliese 581 e, der er mindre. Gliese 581 e med en masse på 1,9 gange Jordens masse anses i dag at være den hidtil mindste exoplanet om en stjerne i hovedserien.
Opdagelsen af Gliese 581 c påkaldte sig betydelig interesse i medierne, da man ved opdagelsen anså planeten for at være den første potentielt Jord-lignende planet i livszonen omkring sin stjerne med en temperatur, der muliggjorde forekomsten af flydende vand på overfladen og derved med mulighed for at undersøtte ekstremofilt jord-lignende liv. Det har dog vist sig, at de antagelige forhold på planeten sandsynligvis gør Gliese 581 c uegnet som hjemsted for jordlignende liv, og astronomer anser nu planeten Gliese 581 g for en mere oplagt kandidat til at understøtte liv. 
I astronomisk sammenhæng er Gliese 581 foroldsvis tæt på Jorden med en afstand af "kun" 20,3 lysår (svarende til 192 billioner km) fra Jorden. Gliese 581 befinder sig i stjernebilledet Vægten, og er den 87. tættest beliggende stjerne fra Solen. Stjernen benævnes Gliese 581 efter dets placering kataloget "Gliese Catalogue of Nearby Stars".

## Opdagelse
Gliese 581 c blev opdaget af en gruppe astronomer under ledelse af Stéphane Udry, der arbejdede ved La Silla Observatoriet i Chile. Gruppen offentliggjorde en artikel om fundet den 27. april 2007, der i juli samme år blev trykt i tidsskriftet Astronomy and Astrophysics. I artiklen blev også offentliggjort fundet af en anden planet i systemet, Gliese 581 d, med en minimum mase på 7,7 gange Jordens masse og en halv storakse på 0,25 astronomisk enheder. Senere analyser af data har siden reduceret minimummassen for Gliese 581 d til 5,6 gange Jordens masse.

## Fysiske karakteristika

### Masse
Eksistensen af Gliese 581 c og exoplanetens masse er blevet målt ved måling af radialhastigheden, hvor der foretages målinger af de små periodiske bevægelser om det fælles massecenter mellem stjernen Gliese 581 og dennes planeter. Metoden kan ikke i sig selv fastsætte den faktiske masse, men denne kan ikke være meget større end det ved metoden målte, idet systemet derved ville blive ustabilt. Baseret på disse målinger er massen anslået til at udgøre 5,6 gange Jordens masse. Dynamiske simulationer af Gliese 581-systemet viser under de givne forudsætninger, at planeterne ikke kan have en masse på mere end 1,6 – 2 gange minimummassen uden at systemet bliver ustabilt, hvilket hovedsagelig skyldes interaktion mellem planet e og b. For Glise 581 c er den øvre del af den anslåede masse 10,4 gange jordens masse.

### Radius
Da Glise 581 c ikke er blevet observeret direkte, er der ingen målinger af planetens radius. Antages det, at planetens minimummasse udgør planetens reelle masse findes en række modeller til at beregne planetens radius. Såfremt Gliese 581 c er en klippeplanet med en stor kerne af jern, bør den ifølge Udrys forskerhold have en radius ca. 50% større end Jordens. Tyngdekraften på en sådan planet ville være ca. 2,24 gange stærkere i forhold Jordens. Er Gliese 581 c imidlertid en is- eller vandplanet, vil dens radius være mindre end 2 gange Jordens selv med en meget stor ydre hydrosfære, som påvist af modeller udarbejdet af Diana Valencia og hendes forskerhold vedrørende Gliese 876 d. Tyngdekraften på en sådan planet vil være mindst 1,25 gange større end på Jorden. Valencias forskerhold angiver, at den korrekte radius kan være hvad som helst indenfor disse to ekstremer angivet ved de to nævnte modeller.
Andre forskere vurderer mulighederne anderledes. Sara Seager fra MIT vurderet, at Gliese 581 c og andre planeter med en masse på fem gange Jordens masse kan være:
- "klippe giganter" bestående hovedsagelig af silikat.
- "kanonkugle" planeter af massivt jern.
- "gas dværge" bestående primært af helium og brint.
- kulstofholdige "diamant verdner"
- Varme "isverdner" med is i kubisk krystalform.
- Rene "kulilteverdener".

Hvis planeten passerer sin stjerne set fra vor placeringen, skulle radius være målbar, dog med nogen usikkerhed. Målinger med det canadisk-byggede teleskop MOST peger dog på, at sådanne passager næppe finder sted.

### Kredsløb
Gliese 581 c har en omløbstid (et "år") svarende til 13 jorddøgn. og kredløbets radius er blot 7% af Jordens, omkring 11 millioner km, mod Jordens kredsløb omkring 150 millioner kilometres fra Solen. Da Gliese 581 er mindre og koldere end Solen, og dermed mindre lysende, er planeten ifølge Udrys forskerteam placeret i den "varme" ende af livszonen omkring stjernen.

### Bunden rotation
På grund af den relativ korte afstand mellem Gliese 581 c og stjernen 581, er det generelt antaget, at planeten har bunden rotation, hvorved planetens ene halvkugle altid vender mod stjernen, hvorimod den anden halvkugle vender væk fra stjernen. Den nuværende opfattelse af planetens kredsløb om Gliese 581 er, at kredsløbet er cirkulært, men tidligere opfattelse var, at kredsløbet var ellipseformet med en excentricitet på mellem 0,10 og 0,22. Såfremt planetens kredsløb er excentrisk, ville planeten blive udsat kraftige tyngdepåvirkninger. Da tyngdepåvirkningerne er stærkere, når planeten er tæt på stjernen, er planeter med excentrisk kredsløb forventet at have en rotationsperiode, der er kortere end kredsløbsperioden, også kaldet pseudo-synkronisation. Et eksempel på denne effekt ses for planeten Merkur, der er i bunden rotation i forholdet 3:2, hvor planeten gennemfører tre rotationer for hver to omløb. Selv i tilfælde af en bunden rotation i forholdet 1:1 vil planeten være undergivet libration og vil have faser med lys og mørke.
Modeller af evolutionen af planetens kredsløb over tid antyder, at opvarmning som følge af påvirkning af tidevandskræfter fra den bundne rotation kan spille en væsentlig rolle i planetens geologi. Modeller udarbejdet af forskere antager, at opvarmningen som følge af påvirkningen fra tyngdekræfterne kan skabe en fluktation i planetens overfladevarme på mere end tre gange den fluktation, der finder sted på Jupiters måne Io, hvilket vil kunne forårsage væsentlig geologisk aktivitet, såsom forekomst af vulkaner og pladetektonik.

## Beboelighed og klima
Et forskerteam ledet af von Bloh, der har studeret data om Gliese 581 c har om beboeligheden konkluderet "Super-jorden Gl 581c er klart udenfor den beboelige zone, da den er for tæt på sin stjerne." Selsis m.fl. angiver om beboeligheden, at "en planet i den beboelige zone ikke nødvendigvis er beboelig", og at Gliese 581 c "ligger udenfor hvad der ved en konservativ vurdering kan anses som værende omfanget af den beboelige zone", og videre, at eventuelt tidligere tilstedeværelse af vand på planeten var forsvundet som følge af den kraftige gammastråling og UV-stråling fra Gliese 581, ligesom planeten kan have en overfladetemperatur på mellem 700 og 1000 °K (430 til 730 °C) som Venus. Spekulationer om planetens temperatur af andre forskere har været baseret på moderstjernen Glise 581's temperatur, og har været beregnet uden forbehold for den fejlmargin på 96 °C/K, der er gældende for stjernes temperatur, der er mellem 3432 K og 3528 K, hvilket fører til en betydelig margin for planetens irradians, selv uden forbehold for excentricitet i kredsløbet.

### Temperaturer
Baseret på Gliese 581's luminositet, der er 0,013 af Solens, er det muligt at beregne Gliese 581 c's effektive temperatur. Ifølge Udrys forskerteam, er den effektive temperatur baseret på en albedo på 0,64 (svarende til Venus' albedo) -3 °C, og baseret på en albedo på 0,296 (svarende til Jordens albedo) 40 °C, hvilket ligger inden for det spektrum, hvor der kan forefindes flydende vand ved et tryk på 1 atmosfære. Den effektive temperatur kan dog være væsentlig forskellig som følge af drivhuseffekter i planetens atmosfære. Det skal dog understreges, at den effektive temperatur kan afvige væsentligt fra den konkrete overflade temperatur; således er Venus' effektive temperatur 34,25 °C, hvorimod overflade temperatiren er 463,85 °C, hvilket primært skyldes at Venus' atmosfære består af 96.5% kuldioxid. Vurderinger af mulighederne for liv på planeten konkluderer, at Gliese 581 c formentlig er præget af en drivhuseffekt som på Venus, og at planeten således højst sandsynligt ikke er egnet til at være hjemsted for jordlignende liv. Denne drivhuseffekt kan dog være begrænset af tilstedeværelsen af en tilstrækkelig refleksivt skydække på planetens dagside.

### Flydende vand
Gliese 581 c ligger formentlig udenfor den beboelige zone. Der foreligger ikke beviser for forekomsten af vand, og der er formentlig ikke flydende vand på planeten. Teknikker som dem der er anvendt ved målinger af exoplaneten HD 209458 b kan muligivs i fremtiden benyttes til at fastslå, om der er vand i dampform i planetens atmosfære, men kun i det sjældne tilfælde, at planeten har et kredsløb, hvor den "skygger" for sin stjerne set fra Jorden, hvilket Gliese 581 c ikke er observeret at gøre.

## Eksterne links
- Gliese 581 – The "Red Dwarf" and implications for its "earthlike" planet Gliese 581c

- Wikimedia Commons har flere filer relateret til Gliese 581 c

### Beskrivelser i nyhedsmedier
- Dennis Overbye (12. juni 2007). "A Planet Is Too Hot for Life, but Another May Be Just Right; So much for the Goldilocks planet". New York Times. Hentet 2009-07-11.

- "Astronomers Find First Earth-like Planet in Habitable Zone". European Southern Observatory. 2007-04-25. Arkiveret fra originalen 28. august 2008. Hentet 2008-06-20.
- "New 'super-Earth' found in space". BBC News. 2007-04-25. Hentet 2008-06-20.
- Than, Ker (2007-04-24). "Major Discovery: New Planet Could Harbor Water and Life". SPACE.com. Hentet 2008-06-20.
- Hazel Muir (25. april 2007). "'Goldilocks' planet may be just right for life". NewScientistSpace. Arkiveret fra originalen 5. juli 2008. Hentet 7. marts 2011.

- "Astronomers find first habitable Earth-like planet". Scientificblogging.com. 24. april 2007.

- "Found 20 light years away:the new Earth". Daily Mail. 26. april 2007.

- Ian Sample (24. april 2007). "'Second Earth' may mean we're not alone". The Hindu. Arkiveret fra originalen 6. juni 2009. Hentet 7. marts 2011.

- J. R. Minkle (24. april 2007). "All Wet? Astronomers Claim Discovery of Earth-like Planet". Scientific American.

- "Distant planet judged possibly habitable". World Science. 23. april 2007. Arkiveret fra originalen 26. april 2009. Hentet 7. marts 2011.

- ANI (23. april 2007). "First habitable Earth like planet outside Solar System discovered". DailyIndia.com. Arkiveret fra originalen 27. april 2007. Hentet 7. marts 2011.

### Beskrivelse i andre medier
- "Artist conceptions of extrasolar planet Gliese 581 c". Cosmographica. Hentet 2008-06-20.
- "The Neighbor: Gliese 581c". The Geochemical Society. Arkiveret fra originalen 27. december 2007. Hentet 2007-12-06.
- "Red, Willing, and Able: 2001 New Scientist article on types of planets likely to be around red dwarf stars". KenCroswell.com. Hentet 2008-06-20.
- "Sunrise from the Surface of Gliese 581c". NASA. Astronomy Picture of the Day. 2007-05-02. Hentet 2008-06-20.